# IC 4003
IC 4003 هو اصطدام مجري، يقع في كوكبة السلوقيان.

## روابط خارجية
- IC 4003 على موقع ويكي سكاي: DSS2, SDSS, GALEX, IRAS, Hydrogen α, X-Ray, Astrophoto, Sky Map, Articles and images